# Geitoneura paludosa
Geitoneura paludosa är en fjärilsart som beskrevs av Lucas. Geitoneura paludosa ingår i släktet Geitoneura och familjen praktfjärilar. Inga underarter finns listade i Catalogue of Life.